# Rugby Viadana 1970 2017-2018

## Eccellenza 2017-18

### Stagione regolare
| Incontro                | Andata | Ritorno |
| ----------------------- | ------ | ------- |
| Viadana — San Donà      | 29-20  | 8-38    |
| Viadana — S.S. Lazio    | 45-37  | 32-6    |
| Viadana — Mogliano      | 25-10  | 12-7    |
| Rovigo — Viadana        | 28-24  | 18-15   |
| Viadana — Calvisano     | 17-19  | 7-27    |
| Fiamme Oro — Viadana    | 35-7   | 11-9    |
| Viadana — Reggio Emilia | 31-17  | 44-28   |
| Petrarca — Viadana      | 22-20  | 33-3    |
| Viadana — I Medicei     | 33-20  | 10-18   |

#### Risultati della stagione regolare
| Posizione | G  | V | N | P  | PF  | PS  | DP  | B  | Pt |
| --------- | -- | - | - | -- | --- | --- | --- | -- | -- |
| 6ª        | 18 | 8 | 0 | 10 | 371 | 394 | -23 | 10 | 42 |

## European Rugby Continental Shield 2017-18

### Prima fase

#### Gruppo A
| Incontro              | Risultato |
| --------------------- | --------- |
| Viadana — CDU Lisbona | 14-19     |
| Calvisano — Viadana   | 41-14     |
| Viadana — Batumi      | 31-27     |
| Petrarca — Viadana    | 41-7      |

##### Risultati del gruppo A
| Posizione | G | V | N | P | PF | PS  | DP  | B | Pt |
| --------- | - | - | - | - | -- | --- | --- | - | -- |
| 4ª        | 4 | 1 | 0 | 3 | 66 | 128 | -62 | 2 | 6  |